# Pascal Delannoy
Pascal Michel Ghislain Delannoy (ur. 2 kwietnia 1957 w Comines) – francuski duchowny katolicki, w latach 2009–2024 biskup Saint-Denis, arcybiskup Strasburga od 2024. 

## Życiorys

### Prezbiterat
Święcenia kapłańskie otrzymał 4 lipca 1989 i został inkardynowany do archidiecezji Lille. Pracował duszpastersko na terenie archidiecezji, był także wikariuszem biskupim dla rejonu Flandres.

### Episkopat
30 czerwca 2004 papież Jan Paweł II mianował go biskupem pomocniczym diecezji Lille, ze stolicą tytularną Usinaza. Sakry biskupiej udzielił mu 12 września 2004 ówczesny arcybiskup Lille – Gérard Defois.
10 marca 2009 został biskupem diecezji Saint-Denis.
28 lutego 2024 papież Franciszek mianował go arcybiskupem metropolitą Strasburga.
18 kwietnia 2013 został wybrany wiceprzewodniczącym Konferencji Episkopatu Francji. Urząd ten pełnił do 2019.